# Nikkilänaapa
Nikkilänaapa este o arie protejată (arie specială de conservare — SAC, sit de importanță comunitară — SCI) din Finlanda întinsă pe o suprafață de 346 ha, integral pe uscat.

## Localizare
Centrul sitului Nikkilänaapa este situat la coordonatele 65°40′30″N 25°12′18″E / 65.675°N 25.205°E.

## Înființare
Situl Nikkilänaapa a fost declarat sit de importanță comunitară în august 1998 pentru a proteja un număr necunoscut de specii din flora spontană și fauna sălbatică aflate în arealul zonei. Situl a fost protejat și ca arie specială de conservare în aprilie 2015.

## Biodiversitate
Situată în ecoregiunea boreală, aria protejată conține 4 habitate naturale: Mlaștini alcaline, Turbării Aapa, Taiga vestică, Mlaștini împădurite.
La baza desemnării sitului se află un număr nedeclarat de specii protejate.
Pe lângă speciile protejate, pe teritoriul sitului au mai fost identificate 1 specie de plante, 5 specii de păsări, 1 specie de mamifere.